# سیارک ۱۰۳۸۶
سیارک ۱۰۳۸۶ (به انگلیسی: 10386 Romulus، نامگذاری:1996TS15) ده هزار و سیصد و هشتاد و ششمین سیارک کشف شده‌است که در ۱۲ اکتبر ۱۹۹۶ کشف شد.
قدر مطلق سیارک برابر ۵۳٫۶ است.